# Bellissima Italia
Bellissima Italia è un programma televisivo che racconta il territorio italiano e le sue eccellenze agroalimentari, in onda il sabato su Rai 2 dal 2020.

## Descrizione
Il programma racconta e fa conoscere le bellezze paesaggistiche dell'Italia nonché le tradizioni culinarie della penisola con l'aiuto di chef e produttori.
Il conduttore è affiancato da due inviate: Monica Rubele e Karina Marino.

## Edizioni
| Edizione | Anno      | Sottotitolo        | Conduzione     | Periodo     | Periodo     | Puntate |
| Edizione | Anno      | Sottotitolo        | Conduzione     | Inizio      | Fine        | Puntate |
| -------- | --------- | ------------------ | -------------- | ----------- | ----------- | ------- |
| 1ª       | 2020      | -                  | Fabrizio Rocca |             |             | 10      |
| 2ª       | 2021-2022 | A caccia di sapori | Fabrizio Rocca | 5 giugno    | 15 gennaio  | 14      |
| 3ª       | 2022      | A caccia di sapori | Fabrizio Rocca | 22 ottobre  | 24 dicembre | 9       |
| 4ª       | 2023      | A caccia di sapori | Fabrizio Rocca | 25 marzo    |             | 10      |
| 5ª       | 2023      | Generazione Green  | Fabrizio Rocca | 28 ottobre  | 30 dicembre | 10      |
| 6ª       | 2024      | Generazione Green  | Fabrizio Rocca | 10 febbraio |             | 10      |